# Gavin Williamson

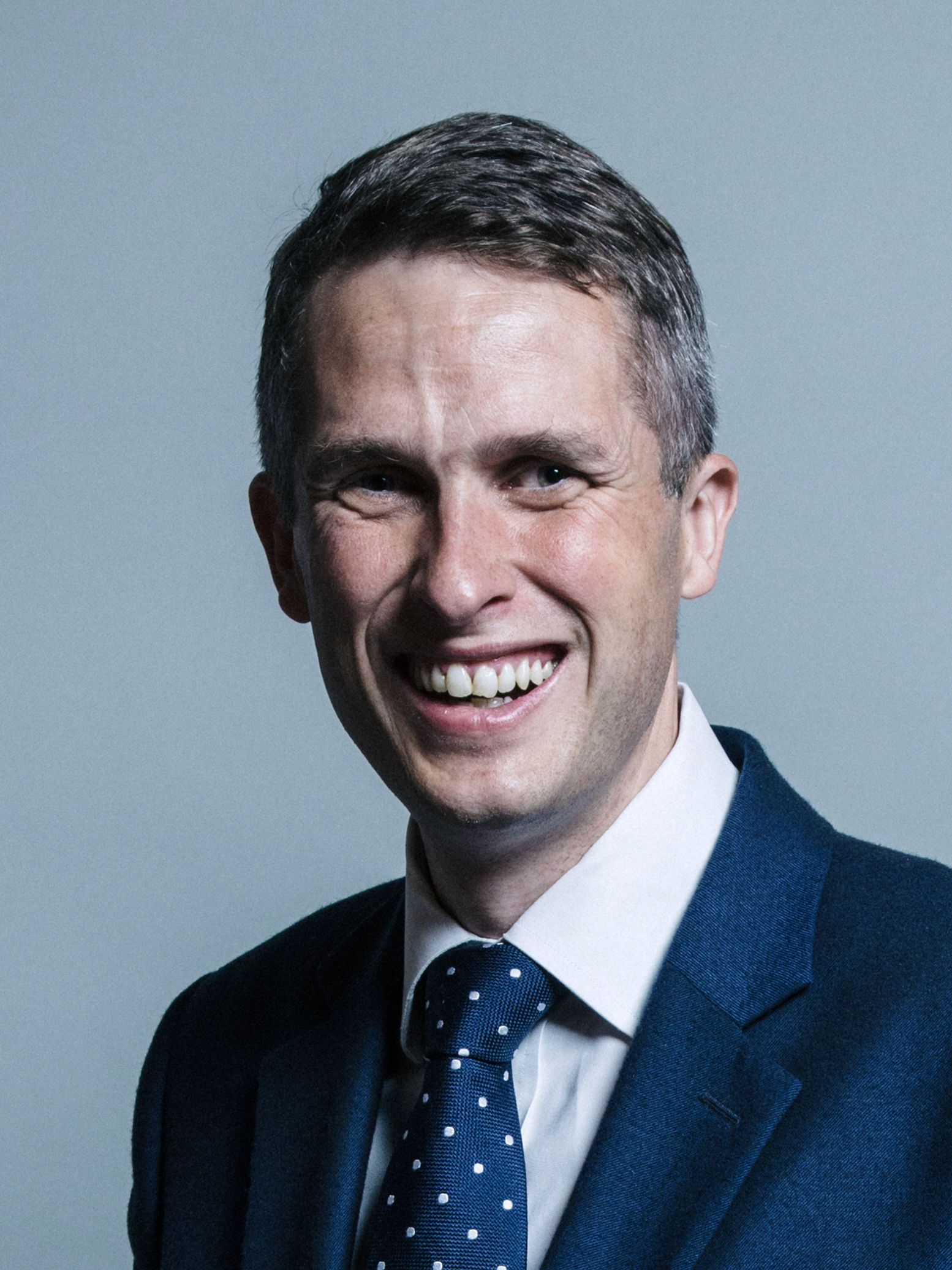
Gavin Williamson (2017)

Gavin Alexander Williamson CBE (* 25. Juni 1976 in Scarborough, England) ist ein britischer Politiker der Conservative Party. Er war vom 2. November 2017 bis zum 1. Mai 2019 Verteidigungsminister des Vereinigten Königreiches. Vom 24. Juli 2019 bis zum 15. September 2021 amtierte er als Bildungsminister und vom 25. Oktober 2022 bis 8. November 2022 war er Minister ohne Geschäftsbereich.

## Biografie
Williamson besuchte die Raincliffe School in Scarborough, studierte an der University of Bradford Sozialwissenschaften und schloss das Studium mit einem Bachelor of Science ab.
Gavin Williamson wurde 2001 in den Rat eines County gewählt. Im Jahr 2005 gab er den Sitz auf, um in die Landespolitik einzusteigen. Er trat zur Wahl um den Sitz des Wahlkreises Blackpool North and Fleetwood im House of Commons an, unterlag jedoch der Labour-Kandidatin Joan Humble. 2010 gelang ihm als Abgeordneter für South Staffordshire der Einzug ins Parlament.

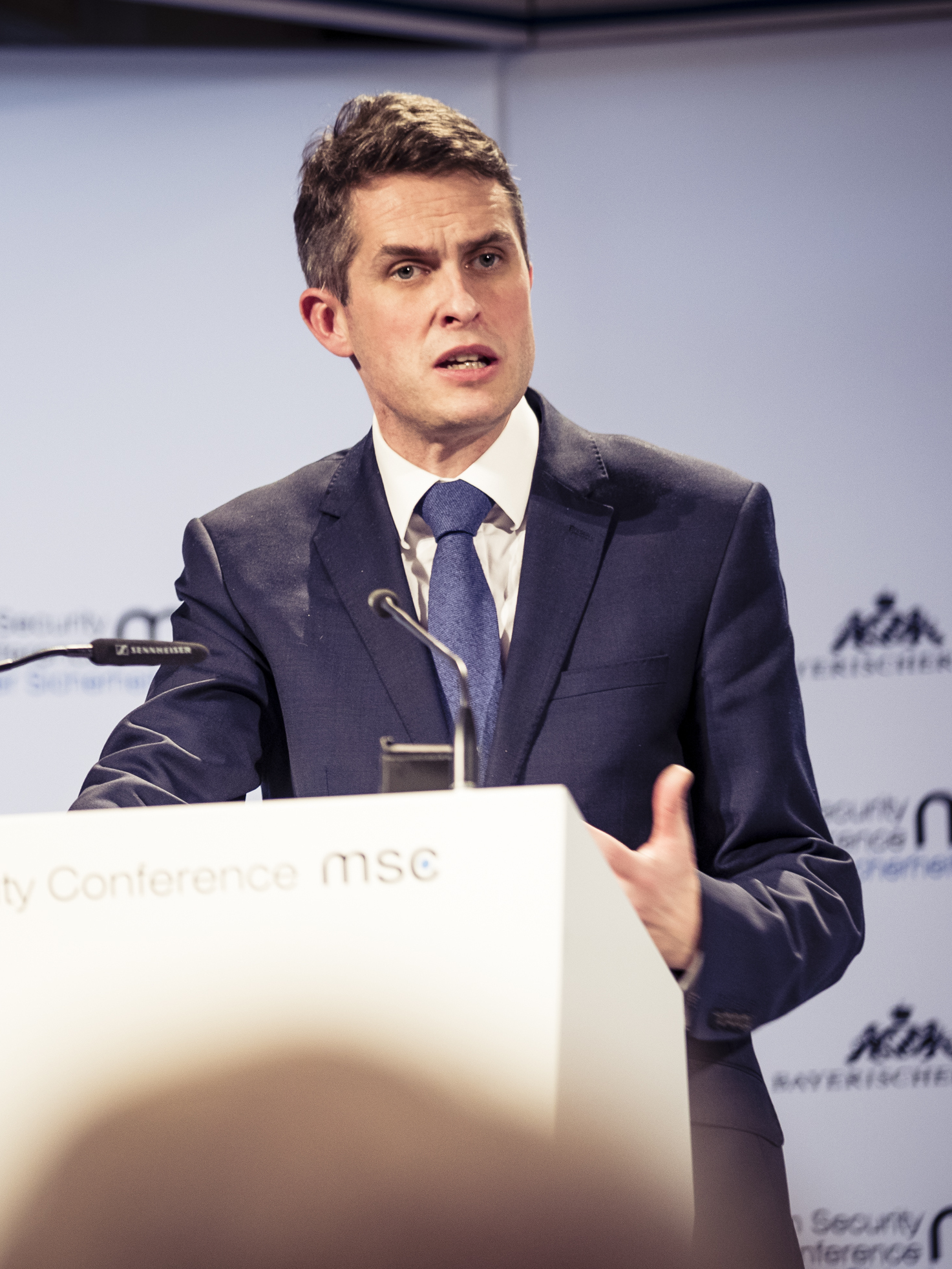
Williamson während der 55. MSC 2019

2010 wurde Williamson Parliamentary Private Secretary (PPS) beim Minister für Nordirland, Owen Paterson. 2012 wechselte er in einer ähnlichen Rolle ins Verkehrsministerium. 2013 wurde er schließlich PPS bei Premierminister David Cameron.
Seit Juli 2016 war er Chief Whip im House of Commons. Zu seiner Bekanntheit in der Öffentlichkeit trug bei, dass er auf seinem Schreibtisch, zum Missfallen einiger Kollegen, eine Vogelspinne namens Cronus hielt.

### Verteidigungsminister 2017 bis 2019 unter Theresa May und Huawei-Leak
Nach dem Rücktritt von Verteidigungsminister Michael Fallon wurde Williamson am 2. November 2017 zum neuen Verteidigungsminister im Kabinett May II ernannt.
Als Verteidigungsminister nahm Gavin Williamson an Treffen des National Security Council teil, die als streng geheim gelten. Dabei wurde auch der Ausbau des britischen 5G-Netzes erörtert und die Rolle, die der chinesische Kommunikationsausrüster Huawei bei diesem Ausbau spielen soll. Informationen aus einem dieser Treffen wurden offenbar an die Presse weitergegeben und führten zu diplomatischen Unstimmigkeiten mit den USA. Nach einer Untersuchung der Vorgänge einschließlich Befragungen aller Beteiligten unter Leitung des Cabinet Secretary als ranghöchstem Ministerialbeamten wurde Williamson von Premierministerin May mitgeteilt, die undichte Stelle müsse in seinem Verantwortungsbereich liegen, entzog ihm das Vertrauen und sprach am 1. Mai 2019 seine Entlassung aus. Als Nachfolgerin wurde die bisherige Ministerin für Entwicklungshilfe, Penny Mordaunt, ernannt. Williamson wies die Vorwürfe zurück.
Strafrechtliche Konsequenzen für Williamson wurden zunächst ausgeschlossen. Er behielt sowohl seinen Sitz als Abgeordneter als auch den Sitz im Privy Council.

### Bildungsminister 2019 bis 2021 unter Boris Johnson
Nachdem Boris Johnson am 24. Juli 2019 Premierminister geworden war, berief dieser Williamson als Bildungsminister in seine Kabinette Johnson I und II. Im Rahmen einer Kabinettsumbildung am 15. September 2021 schied er wieder aus dem Kabinett aus.

### Minister ohne Geschäftsbereich 2022 unter Rishi Sunak
Im Rahmen der Abstimmungen in der konservativen Unterhausfraktion unterstützte er Rishi Sunak und wurde am 25. Oktober 2022 im Kabinett Sunak Staatsminister (Staatssekretär) ohne Geschäftsbereich. Nachdem er beschuldigt worden war, Mobbing gegenüber einem konservativen Fraktionskollegen und während seiner Amtszeit als Verteidigungsminister auch gegen einen höheren Beamten im Ministerium betrieben zu haben, trat er am 8. November 2022 nach nur zwei Wochen Amtszeit zurück.

## Familie
Williamson ist verheiratet und hat zwei Töchter.